# Зенодор (математик)
Зенодор (Ζηνόδωρος, II век до н. э.), древнегреческий математик, жил в Александрии. Жил между Архимедом (250 до н. э.), о котором он упоминает, и Квинтилианом, который упоминает его.
Его трактат Об изопериметрических фигурах (Περὶ ἰσοπεριμέτρων σχημάτων) ныне утрачен, но многие из доказанных в нём теорем известны нам по комментарию Теона Александрийского к Синтаксису Птолемея. Вопросы, которые Зенодор исследует и частично решает, таковы: какая плоская фигура при данном периметре имеет наибольшую площадь и какое тело при данной поверхности имеет наибольший объём? Ответ на эти вопросы угадать легко, но чрезвычайно трудно строго доказать правильность решения. Изопериметрические свойства круга и шара были строго доказаны в 1884 году Германом Шварцем. Но для своего времени Зенодор тоже достиг многого
Зенодор доказывает в своём трактате 14 теорем, из которых важнейшие таковы:
- (1) Из двух правильных многоугольников с равными периметрами большим будет тот, у которого больше углов.
- (3) Если круг и правильный многоугольник имеют одинаковый периметр, то круг будет больше.
- (11) Из всех многоугольников равного периметра и с равным числом сторон наибольшим будет правильный многоугольник.

На основании (3) и (11) Зенодор заключает, что из всех фигур одинакового периметра круг будет наибольшим. Это заключение будет справедливо лишь в том случае, если называть «фигурами» только круги и многоугольники.
Далее Зенодор доказывает две стереометрические теоремы:
- (13) Если правильный многоугольник с чётным числом сторон вращать около самой длинной его диагонали, то получившееся тело будет меньше шара с такой же поверхностью.
- (14) Каждое из пяти платоновых тел будет меньше шара с той же поверхностью.

Зенодор высказал (без доказательства) мнение, что из всех пространственных фигур заданного объёма наименьшую площадь поверхности имеет сфера,